# Fredrik Pacius
Fredrik Pacius eller Friedrich Pacius, født 19. marts 1809 i Hamburg, Tyskland, død 8. januar 1891 i Helsingfors, var en tysk-finsk komponist.
Pacius var elev hos Louis Spohr og Moritz Hauptmann. Han ansattes som violinist i Kungliga hovkapellet 1828, blev "musiklärare" (det vil sige musikdirektør) ved Universitetet i Helsingfors 1834 og udnævntes til professor 1860. Han blev æresdoktor 1877.
Fredrik Pacius levede størstedelen af sit liv i Finland. Han kaldes undertiden for "den finske musiks fader". Han var lærer i musik ved Helsingfors universitet fra 1834. Han komponerede i 1848 et musikstykke til Johan Ludvig Runebergs digt Vårt land, som indleder Fänrik Ståls sägner. På Florafesten den 13. maj 1848 uropførtes denne komposition på Gumtäkts äng i Helsingfors. Sangen fremførtes af Akademiska Sångföreningen til akkompagnement af Gardets Musikkår under Pacius' ledelse. Dette digt og musikstykke er i dag Finlands nationalsang. Musikken anvendes tillige i den estiske nationalsang, Mu isamaa, mu õnn ja rõõm, dog med en anden tekst.

## Kompositioner

### Orkesterstykker
- Symphonie d-Moll (1850)
- Ouvertüre Es-Dur (1826)
- Violinkonzert fis-Moll (1845)

### Operaer
- Kung Karls Jakt (finsk: Kaarle-kuninkaan metsästys; 1852)
- Prinsessen af Cypern, musikalisches Märchen (1860)
- Die Loreley (1862-87)

### Kammermusik
- Strygekvartet Es-Dur (1826)

### Andre værker
Kantater, en- og flerstemmige sange.

## Frimærke
Pacius blev hædret med en tegning på en finsk frimærke.